# Lądowisko Bantry
Lądowisko Bantry (kod IATA: BTY, kod ICAO: EIBN) – położone 1,7 kilometrów na północny zachód od Bantry, w hrabstwie Cork, w Irlandii.